# سوفیان اومیا
سوفیان اومیا (فرانسوی: Sofiane Oumiha‎؛ زادهٔ ۲۳ دسامبر ۱۹۹۴) بوکسور اهل فرانسه است.
وی در مسابقات کشوری و بین‌المللی در مجموع برندهٔ ۴ مدال طلا، ۴ مدال نقره شده‌است.